# Fiori giapponesi
Fiori giapponesi è una raccolta di racconti di Raffaele La Capria pubblicata per la prima volta nel 1979.

## Edizioni
- Raffaele La Capria, Fiori giapponesi, Milano: Bompiani, 1979
- Raffaele La Capria, Fiori giapponesi; introduzione di Enzo Golino, Collezione Oscar guide, Milano: Mondadori, 1989
- Raffaele La Capria, «Fiori giapponesi». In: Raffaele La Capria, Opere; a cura e con un saggio introduttivo di Silvio Perrella, Collezione I Meridiani, Milano: A. Mondadori, 2003, pp. 429-548, ISBN 88-04-51361-6
- Raffaele La Capria, Fiori giapponesi: cinquantacinque pezzi facili; introduzione di Enzo Golino, Collezione BUR, Scrittori contemporanei, Milano: Rizzoli, 2009, ISBN 978-88-17-02853-0 (http://www.bur.eu/libri/fiori-giapponesi/?refresh_ce-cp[collegamento interrotto])

## Genesi dell'opera
Fiori giapponesi è una raccolta di racconti molto brevi, la maggior parte dei quali erano già apparsi nelle pagine letterarie del Corriere della Sera, della Stampa o su alteralter una rivista a fumetti diretta da Oreste Del Buono. Alcune di queste prose, inoltre, provenivano dal romanzo "fallito" Amore e psiche.
La prima edizione della raccolta fu pubblicata in volume dall'editore Bompiani nel 1978; i sessanta racconti erano distribuiti in quattro sezioni:
- «Variazioni sopra una nota sola», contenente i racconti "Storia di una nota che stonava" e "Note stonate". Il contenuto di questa sezione era stato già pubblicato nel 1977 in un volumetto di 44 pagine con i disegni della figlia Roberta[2];
- «Cinquantacinque pezzi facili», contenenti i racconti noti come "Fiori giapponesi veri e propri"; i 55 racconti, numerati progressivamente, erano divisi a loro volta in gruppi tematici non esplicitati ciascuno dei quali comprendeva tre o quattro racconti[3]:

1. L'ordine dell'universo
2. Una leggera alterazione
3. Dolore
4. Tabula rasa
5. Il tavolo zoppo
6. La figura perduta
7. Diario
8. Il telefono
9. Il garante
10. Il mio nemico mortale
11. Cartoni animati
12. La mosca
13. L'indifferenza
14. Gli acufeni
15. Una fantasia
16. Distruzione dell'artista da giovane
17. La futura memoria
18. Un dialogo immaginario
19. Bellissima
20. Come eravamo
21. Fotomodella
22. Fotoromanzo
23. Appartenere a se stessi
24. La novelletta del grasso e del magro
25. La tartaruga
26. Raccontino berlinese
27. New York andata e ritorno
28. Incontri
29. Il circolo vizioso
30. Educazione sentimentale
31. In treno
32. I quattro Paoli
33. Faida[4]
34. Pastorale
35. Una sottigliezza della coscienza
36. Gli avvoltoi
37. La volpe e il riccio
38. I tre porcellini
39. Papà, ma tu perché lavori?
40. Il nuovo apologo
41. Un discorso a pera
42. I tivusiani
43. Biografia
44. Surplus, lapsus o raptus?
45. La colpa di Edipo
46. Il muro
47. Breve storia dell'oppressione
48. Induttivo e deduttivo
49. Il fine primario
50. Dagli annali del '77
51. Una questione di parole
52. Il nemico di entrambe le parti
53. L'imitatore
54. La mimetizzazione
55. L'iniziazione

- «Iter», contenente i racconti "I consigli di papà" e "Il curriculum"[3];
- «Intervista con Tacito», già trasmessa per radio nella trasmissione Le interviste impossibili nel 1973 e pubblicata in volume nel 1976[5]. L'intervista sarà pubblicata nuovamente nel 2001 col titolo «Un apologo sulla storia dei vincitori e dei vinti»[6].

Rispetto alla prima edizione, nella seconda edizione del 1989 furono eliminate la prima  («Variazioni sopra una nota sola») e la quarta sezione («Intervista con Tacito»), mentre i "pezzi facili" furono ridotti a cinquanta, essendone stati eliminati sei ("Appartenere a se stessi", "La novelletta del grasso e del magro", "I quattro Paoli", "Faida", "Pastorale", "Una sottigliezza della coscienza") e aggiunto il racconto intitolato "La Bella e la Bestia".
Nell'edizione dei Meridiani (2003) i "pezzi facili" tornano ad essere cinquantacinque: ne furono inseriti sei nuovi ("Il tempo", "Il ciuchino", "Il peccato originale", "La farfalla", "Una visita allo zoo" e "La civettina"), eliminati due ("Cartoni animati" e "Distruzione dell'artista da giovane") e reintrodotti quelli eliminati nella seconda edizione; alcuni racconti ("La Bella e la Bestia", rinominata "Un apologo su un'altra e più segreta identità", l'Intervista impossibile a Tacito, "L'imitatore", "La mimetizzazione" e "L'iniziazione" furono spostati nella raccolta Lo stile dell'anatra.

## Critica
"Fiori giapponesi" fu pubblicato nel 1979, lo stesso anno in cui apparvero Centuria di Giorgio Manganelli e Se una notte d'inverno un viaggiatore di Italo Calvino, due tentativi di dare della forma-romanzo «un'interpretazione ellittica e plurima». Il titolo "fiori giapponesi" fa riferimento a dei piccolissimi origami di carta i quali, a contatto con l'acqua, si dilatano. In una lettera all'editore Valentino Bompiani del 7 marzo 1979, La Capria, che definiva i "pezzi facili" «quasi-racconti, raccontini-pensieri», li giudica simili per alcuni aspetti ai «cento piccoli romanzi fiume» di Manganelli, rammaricandosi che l'opera di quest'ultimo arrivi prima della sua in libreria. A parere di Geno Pampaloni, La Capria ha utilizzato «due procedimenti di approccio alla realtà, che risultano alla fine complementari: uno che dirò tangenziale, divagatorio, che volutamente scantona nel "raccontato" sino all'aneddotico, e l'altro che dirò a trivella, di scavo, verticale alla inquieta verità che gli preme. Ciò che ne risulta è una sorta di polifonia sincopata, nervosa, accidentata, carica di potenzialità segrete: assai suggestiva». Enzo Golino giudicherà i racconti di La Capria «leggeri, imprevedibili, iridescenti, riflessi di un "io-multiplo" dislocato in una trama polifonica, sulla linea di un orizzonte punteggiato di fonti luminose, immagini di un Proteo trasformista che ritorna di racconto in racconto, uguale e al tempo stesso diverso in ogni sua incarnazione».

## Adattamenti
Nel 2014 ne è stato tratto uno spettacolo teatrale musicato e diretto da Paolo Coletta, con Mario Autore, Daniela Fiorentino, Massimiliano Foà, Mercedes Martini.